# メッサーシュミット M20
メッサーシュミット M20
8座席のM 20とパイロットErich Pust
- 分類：旅客機
- 設計者：ウィリー・メッサーシュミット
- 製造者：メッサーシュミット社
- 運用者：ドイツ
- 初飛行：1928年2月26日
- 運用開始：1929年
- 退役：1948年
- 運用状況：15機

メッサーシュミット M20(Messerschmitt M 20)は、1920年代から1930年にかけて開発された、乗客10名のドイツの旅客機である。1930年代にルフトハンザドイツ航空の多くの航路で使用された。

## 概要
M20はメッサーシュミットの前身のバイエリッシュ・フルークツォイクヴェルケ (BFW; Bayerische Flugzeugwerke) でウィリー・メッサーシュミットが設計した。ルフトハンザ航空は初飛行の前に2機の注文を行っていた。M20は500HpのBMW VIa V-12水冷エンジンを搭載した8座席の旅客機、BFW M.18dの発展型であった。
M20の高翼の単葉片持の機体で主翼はジュラルミン製の桁と外皮からなるD形セクションからなっていた。胴体は全金属製でデュラルミンのフレームと外皮で長方形の断面形状であった。両側面に4個の角形の窓が8名の乗客のためにつけられていた。
1928年2月26日に初飛行が行われたが、事故で失われ、パイロットのHans Hackmackは低高度で脱出し、機体の破片により死亡した。2機目のM.20は1928年8月3日に飛行し、ルフトハンザの最初に採用された。
性能は優秀であったので、ルフトハンザは10座席にした拡大した機体M.20bを12機の注文した。M.20bは主翼に上反角がつけられ、尾翼の形状は丸められた。
ルフトハンザの M.20はスイスからドイツを経由してオランダへの航空路やシュトゥットガルトからマルセイユ経由でバルセロナへの航路を飛行した。1930年代の半ばから、ドイツ国内の航路で運用された。2機は第二次世界大戦中の1942年まで飛行を続けた。1機の機体は1937年にブラジルへ渡り、1948年に墜落するまで飛行した。これが戦争を生き残った唯一のM.20であった。
1928年の事故で死亡したパイロットHans Hackmackはルフトハンザの社長のエアハルト・ミルヒの親友で、事故後のウィリー・メッサーシュミットの態度に激怒し、メッサーシュミットを嫌うようになり、契約を破棄し、BFWを破産させた。ドイツの再軍備の開始と、ユンカースとの友情によりメッサーシュミットは1933年に再起するが、航空省のリーダーになったミルヒはメッサーシュミットがBFWの経営権握るのを1938年まで妨げた。

## 型式
- M 20a ：8座席の旅客機、2機製造。
- M 20b ：10座席の旅客機、12機製造。
- M 20b-2 ：エンジンをBMW VIu (640 hp)に換装。

## スペック(M 20b)
- 乗客: 10名
- 全長: 15.90 m (52 ft 2 in)
- 全幅: 25.50 m (83 ft 8 in)
- 全高: 4.20 m (13 ft 9¼ in)
- 翼面積: 65.0 m² (700 ft²)
- 自重: 2,700 kg (5,952 lb)
- 全備重量: 4,600 kg (10,141 lb)
- エンジン: 1 × V-12 水冷 BMW VIa, 373 kW (500 hp)
- 最大速度: 175 km/h (109 mph)
- 航続距離: 880 km (547 mi)
- 上昇限度: 5,000 m (16,400 ft)
- 上昇率: 2.1 m/s (55 ft/min)